# 富岡泰崇
富岡 泰崇（とみおか やすたか、5月19日 - ）は、日本の男性声優。埼玉県出身。アライズプロジェクト所属。

## 来歴
日本ナレーション演技研究所出身。

## 人物
特技は、木の伐採・ラグビー。趣味は、料理・音楽鑑賞・ゲーム。
資格は、普通自動車免許。

## 出演

### テレビアニメ
2018年
- ゾンビランドサガ（観客3）

2021年
- 180秒で君の耳を幸せにできるか?（配達員）
- SCARLET NEXUS（オペレーター）

2022年
- CUE!（陽菜のクラスメイト）
- バトルスピリッツ ミラージュ（男A）
- 錆喰いビスコ（ウサギ面）
- 天才王子の赤字国家再生術（ソルジェスト将兵）
- 農民関連のスキルばっか上げてたら何故か強くなった。（ネディルスの部下）

2023年
- もういっぽん!
- 人間不信の冒険者たちが世界を救うようです（銀虎隊）
- アルスの巨獣（村人）
- 異世界ワンターンキル姉さん 〜姉同伴の異世界生活はじめました〜（町人C）
- ゴブリンスレイヤーII（ゴブリン）
- シャングリラ・フロンティア（男性プレイヤーD）

2024年
- 魔王軍最強の魔術師は人間だった（ジェイス兵）

2025年
- 異修羅（商人）
- いずれ最強の錬金術師?（騎士）
- 一瞬で治療していたのに役立たずと追放された天才治癒師、闇ヒーラーとして楽しく生きる（オークC）
- 機動戦士Gundam GQuuuuuuX
- アン・シャーリー（男子学生）
- 出禁のモグラ（ミヤの父）
- ホテル・インヒューマンズ（刺客）
- 強くてニューサーガ（帝国兵B）

### 劇場アニメ
- 機動戦士ガンダム ククルス・ドアンの島（2022年、オムル[10]）

### ゲーム
2021年
- FINAL FANTASY XIV（ホーリーボルダー、スジョン）
- 機動戦士ガンダム バトルオペレーション Code Fairy
- 黒い砂漠
- Z/X Code OverBoost（ヘリカルフォート）

2022年
- ヴァルキリーエリュシオン（兵士、刑吏）

2024年
- 原神（ベノワ・ウィズ）

### オーディオブック
- 余命10年（ナレーター[12]）

### その他コンテンツ
- ひみつぎんこう（読み手[11]）

### 初出話一覧
1. 1 2  第4話初出
2. 1 2 3 4  第6話初出
3. ↑  第23話初出
4. ↑  第1話初出
5. ↑  第2話初出
6. 1 2  第7話初出
7. ↑  第12話初出
8. 1 2 3 4  第8話初出
9. 1 2  第5話初出
10. 1 2  第3話初出
11. ↑  第15話初出
12. ↑  第11話初出
13. ↑  第18話初出